# Trepassey Bay (Kanada)
Trepassey Bay to zatoka położona na południowo-wschodnim krańcu półwyspu Avalon na wyspie Nowa Fundlandia, w kanadyjskiej prowincji Nowa Fundlandia i Labrador.
Nad zatoką znajdują się miasta Trepassey, Biscay Bay i Portugal Cove South.

## Galeria

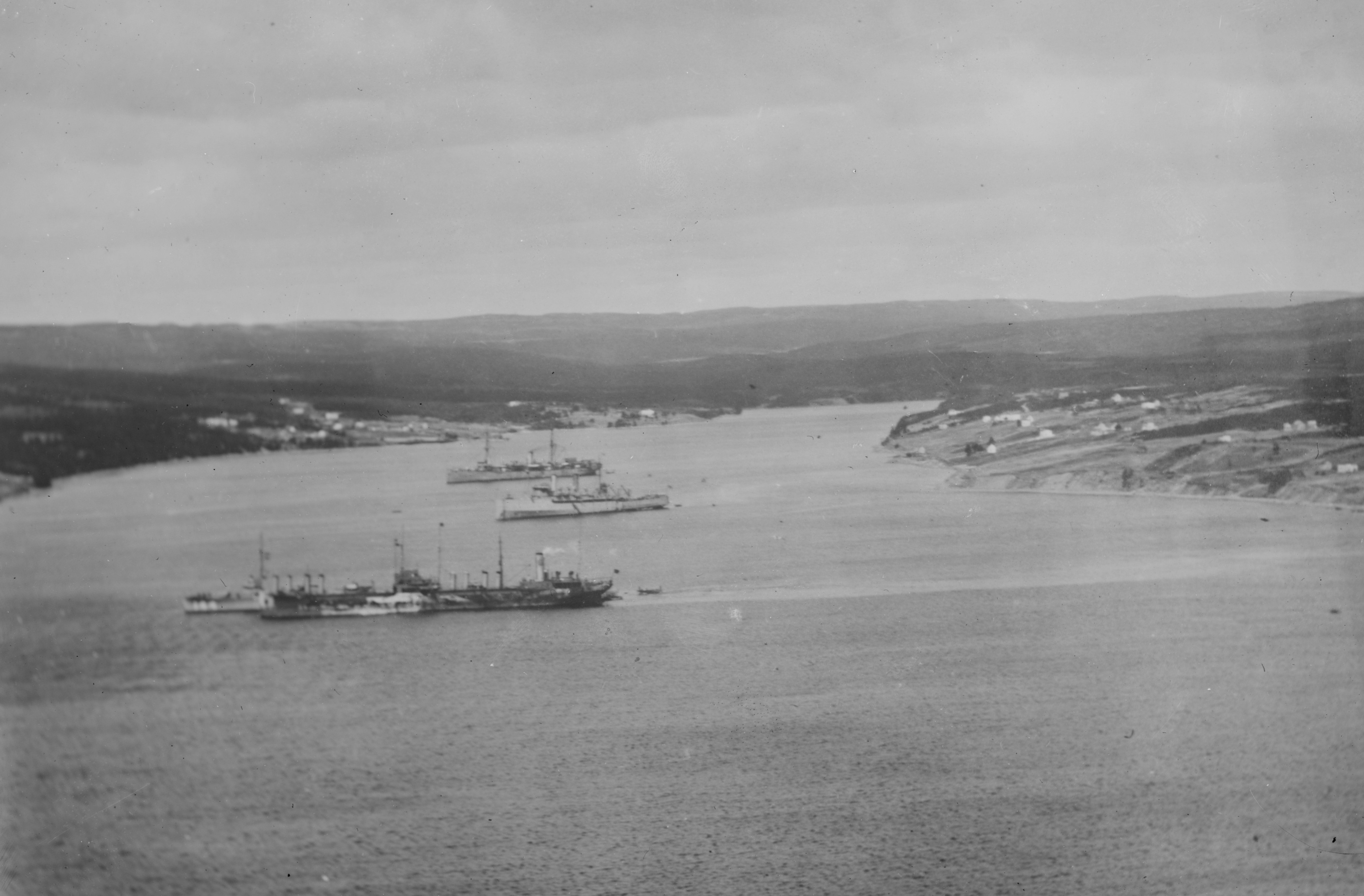
Statki marynarki wojennej Stanów Zjednoczonych w zatoce Trepassey (1919)
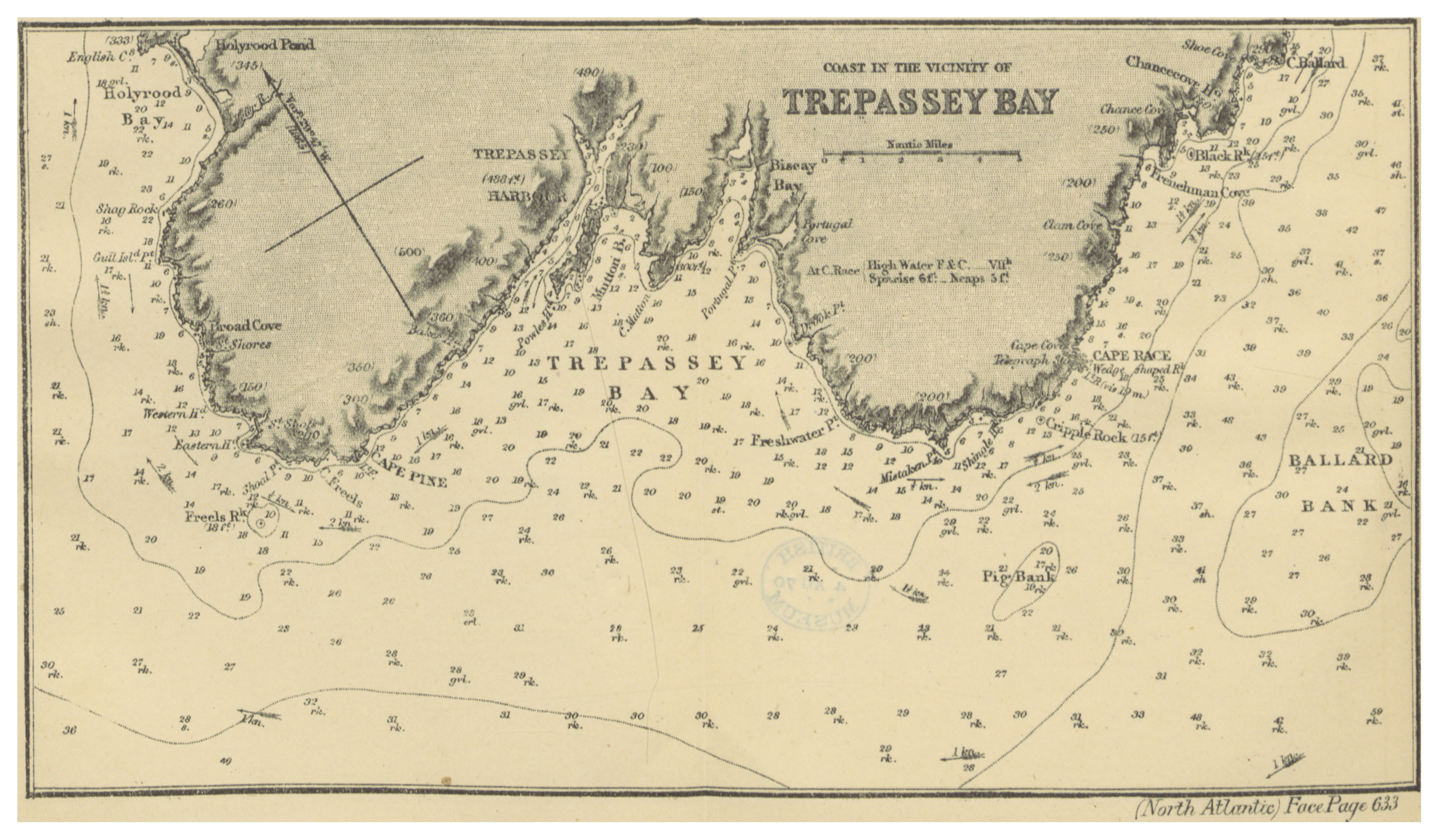
Trepassey Bay na mapie morskiej z 1869 roku